# خدامحوری
خدامحوری (انگلیسی: Theocentricism) این اعتقاد است که خدا وجه مرکزی وجود است، در مقابل انسان‌محوری و اگزیستانسیالیسم. اعمالی که نسبت به مردم یا محیط انجام می شود به خداوند نسبت داده می شود. اصول خدامحوری، مانند فروتنی، احترام، اعتدال، ایثار و توجه، می توانند خود را به سمت نوعی از محیط گرایی وام دهند. در الهیات مدرن، خدامحوری اغلب با  مباشرت و  اخلاق زیست‌محیطی یا مراقبت از آفرینش مرتبط است. این اعتقاد بر این است که انسان باید به عنوان نگهبان و در نتیجه آن گونه که خداوند می خواهد به دنیا نگاه کند. انسان ها باید مراقب همه باشند، از حیوانات گرفته تا گیاهان و خود انسان ها. این معتقد است که انسان‌ها فقط برای مدت کوتاهی اینجا هستند و باید برای نسل‌های آینده مراقب دنیا باشند.